# Fissurella nodosa
Fissurella nodosa, thường được biết đến với tên the knobbed keyhole limpet, là một loài ốc biển, là động vật thân mềm chân bụng sống ở biển thuộc họ Fissurellidae.

## Miêu tả
The size of an adult shell varies between 20 mm and 44 mm.

## Phân bố
F. nodosa is đặc hữu của the Florida Keys, the vịnh Mexico, biển Caribe và West Indies.

## Hình ảnh

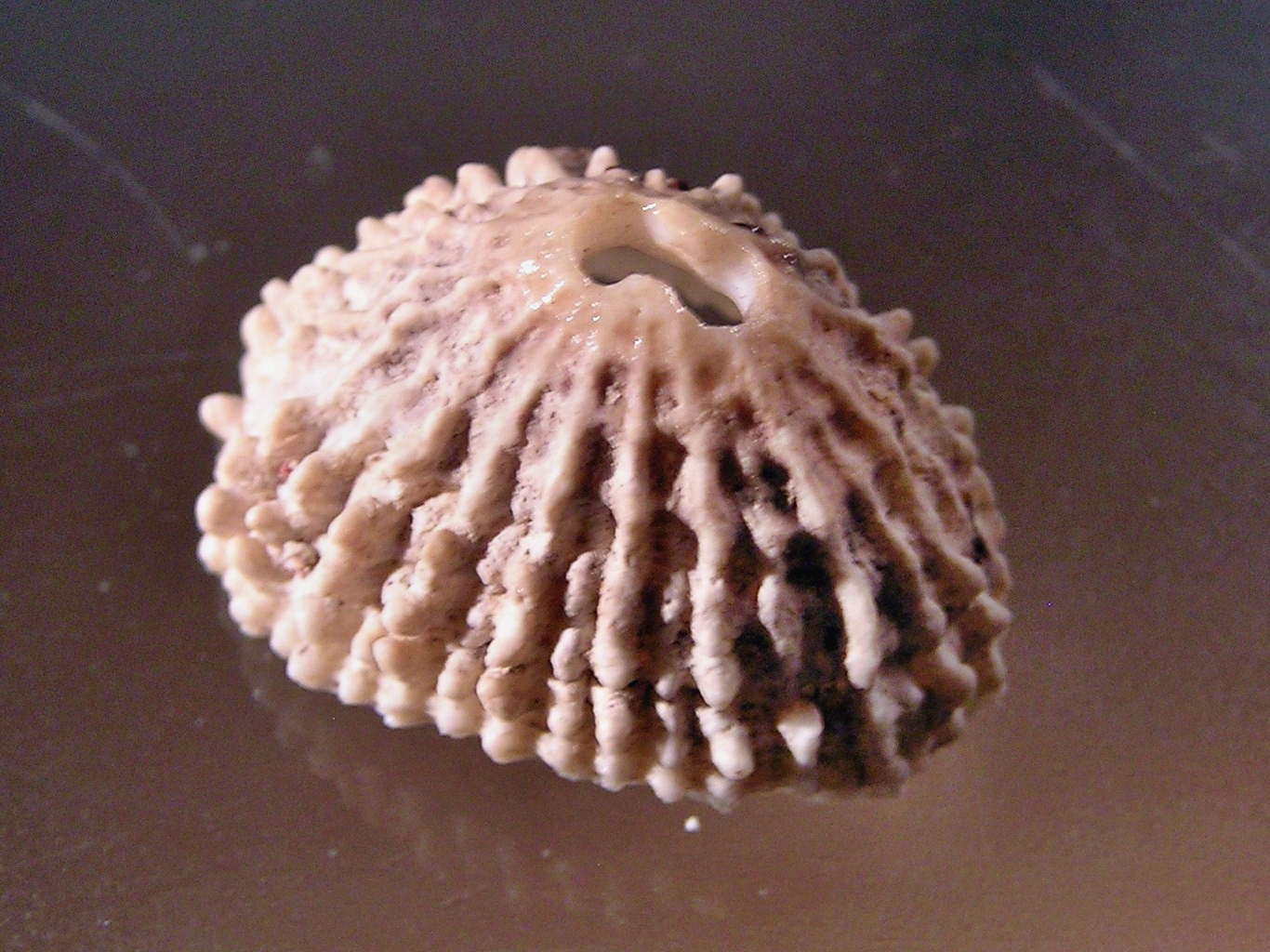
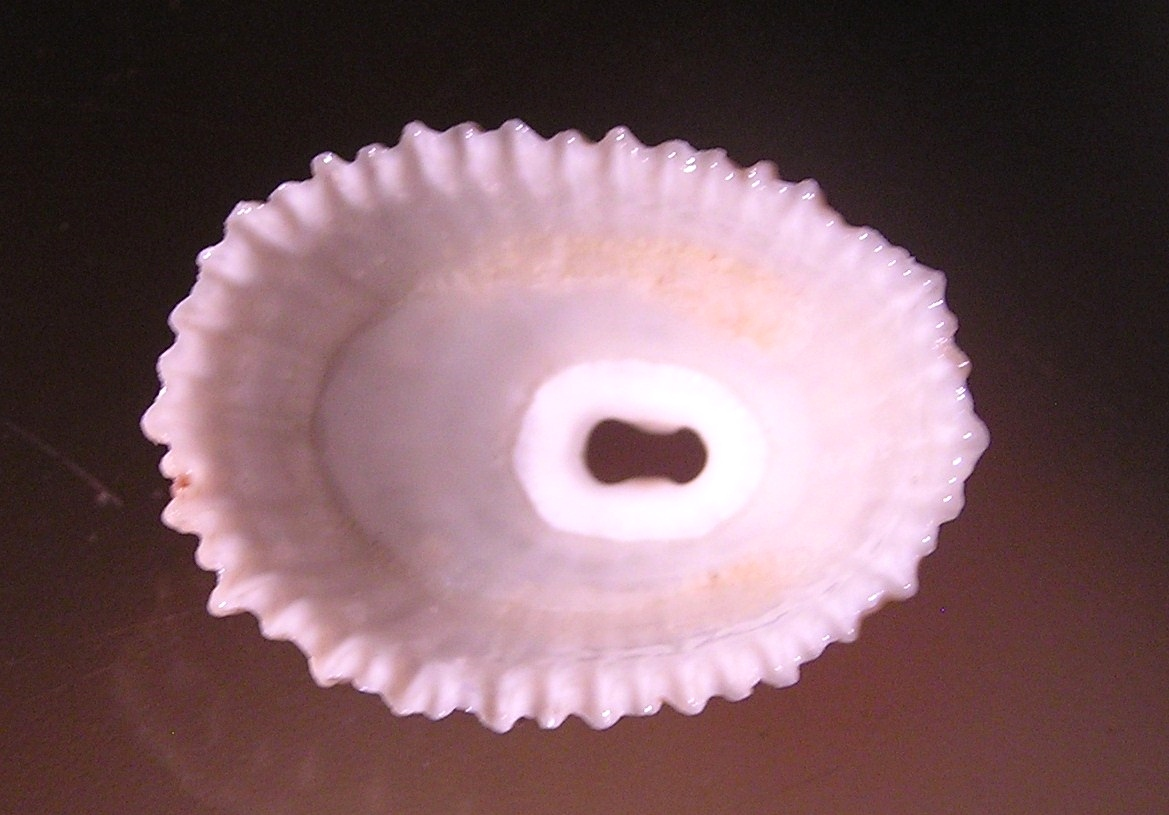
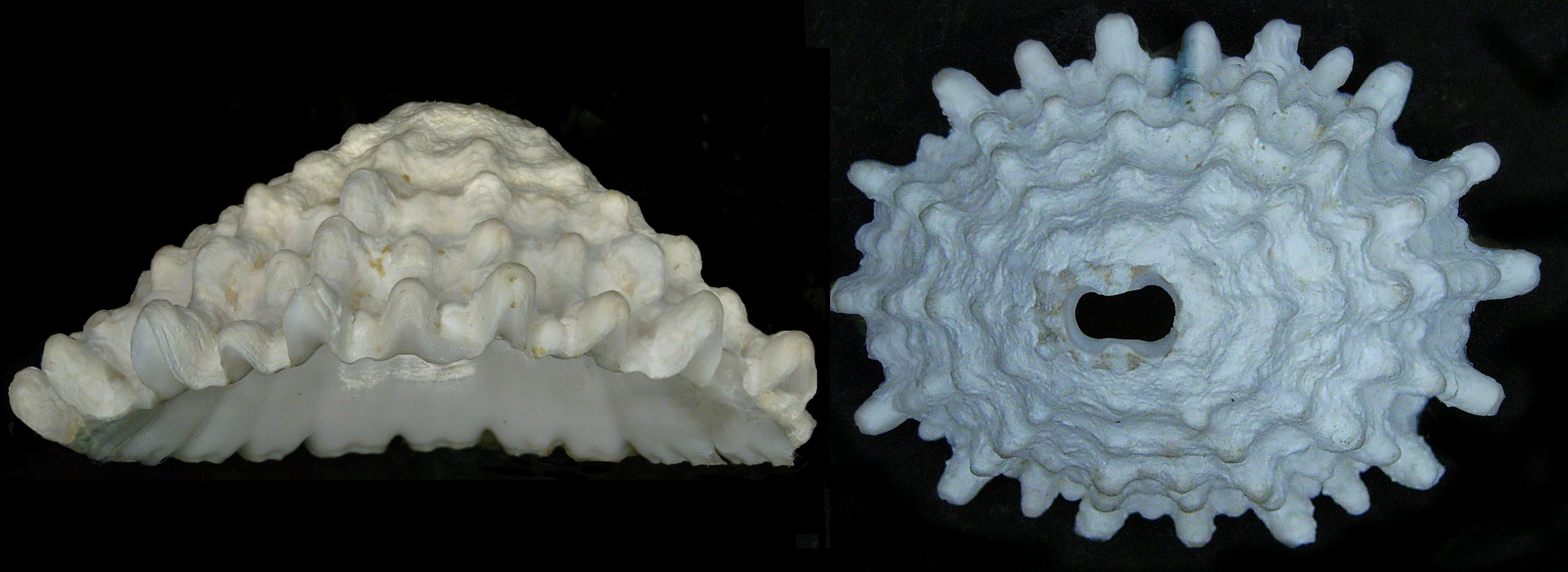